# László Bíró (zapaśnik)
László Bíró (ur. 9 lipca 1960 w Tura) – węgierski zapaśnik walczący w stylu wolnym. Dwukrotny olimpijczyk. Szósty w Moskwie 1980 i czwarty w Seulu 1988. Walczył w kategoriach 48 – 52 kg.
Wicemistrz świata w 1986 i czwarty w 1983 i 1985. Mistrz Europy w 1982 i drugi w 1983 i 1984. Czwarty w Pucharze świata w 1986 roku.
- Turniej w Moskwie 1980

Wygrał z Wietnamczykiem Nguyễn Văn Côngiem i Jorge Fríasem z Meksyku, a przegrał z Gheorghe Rașovanem z Rumunii i Siergiejem Korniłajewem z ZSRR.
- Turniej w Seulu 1988

Pokonał Florentino Tirante z Filipin, Kuldeepa Singha z Indii, Nguyễn Kim Hươnga z Wietnamu i Herberta Tutscha z RFN, a przegrał z Kim Jong-o z Korei Południowej i w pojedynku o trzecie miejsce z Władimirem Toguzowem z ZSRR.